# Артур-Ногейра
Артур-Ногейра (порт. Artur Nogueira) — муниципалитет в Бразилии, входит в штат Сан-Паулу. Составная часть мезорегиона Кампинас. Находится в составе крупной городской агломерации Агломерация Кампинас. Входит в экономико-статистический микрорегион Можи-Мирин. Население составляет 43 344 человека на 2006 год. Занимает площадь 177,752 км². Плотность населения — 243,8 чел./км².

## История
Город основан в 1948 году.

## Статистика
- Валовой внутренний продукт на 2005 составляет 298.623.000,00 реалов (данные: Бразильский институт географии и статистики).
- Валовой внутренний продукт на душу населения на 2004 составляет 7.106,55 реалов (данные: Бразильский институт географии и статистики).
- Индекс развития человеческого потенциала на 2000 составляет 0,796 (данные: Программа развития ООН).

## География
Климат местности: субтропический. В соответствии с классификацией Кёппена, климат относится к категории Cfb.

## Галерея

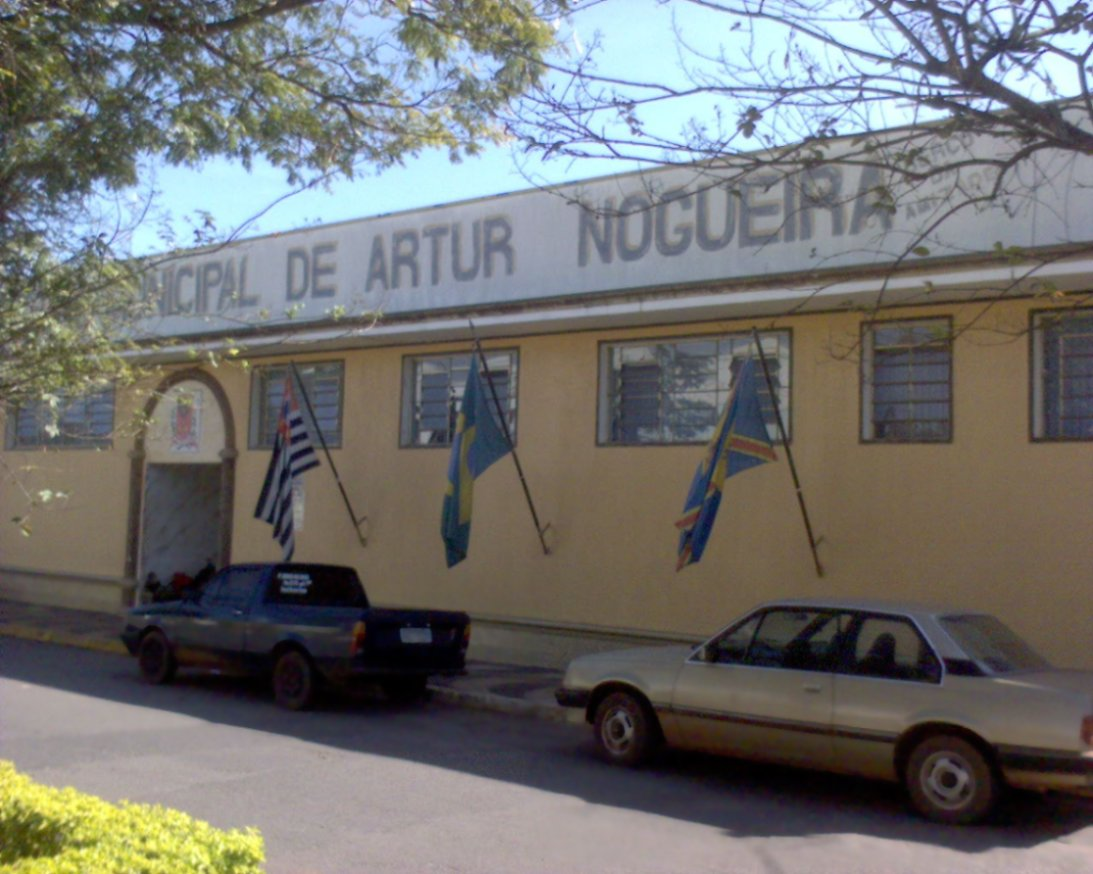
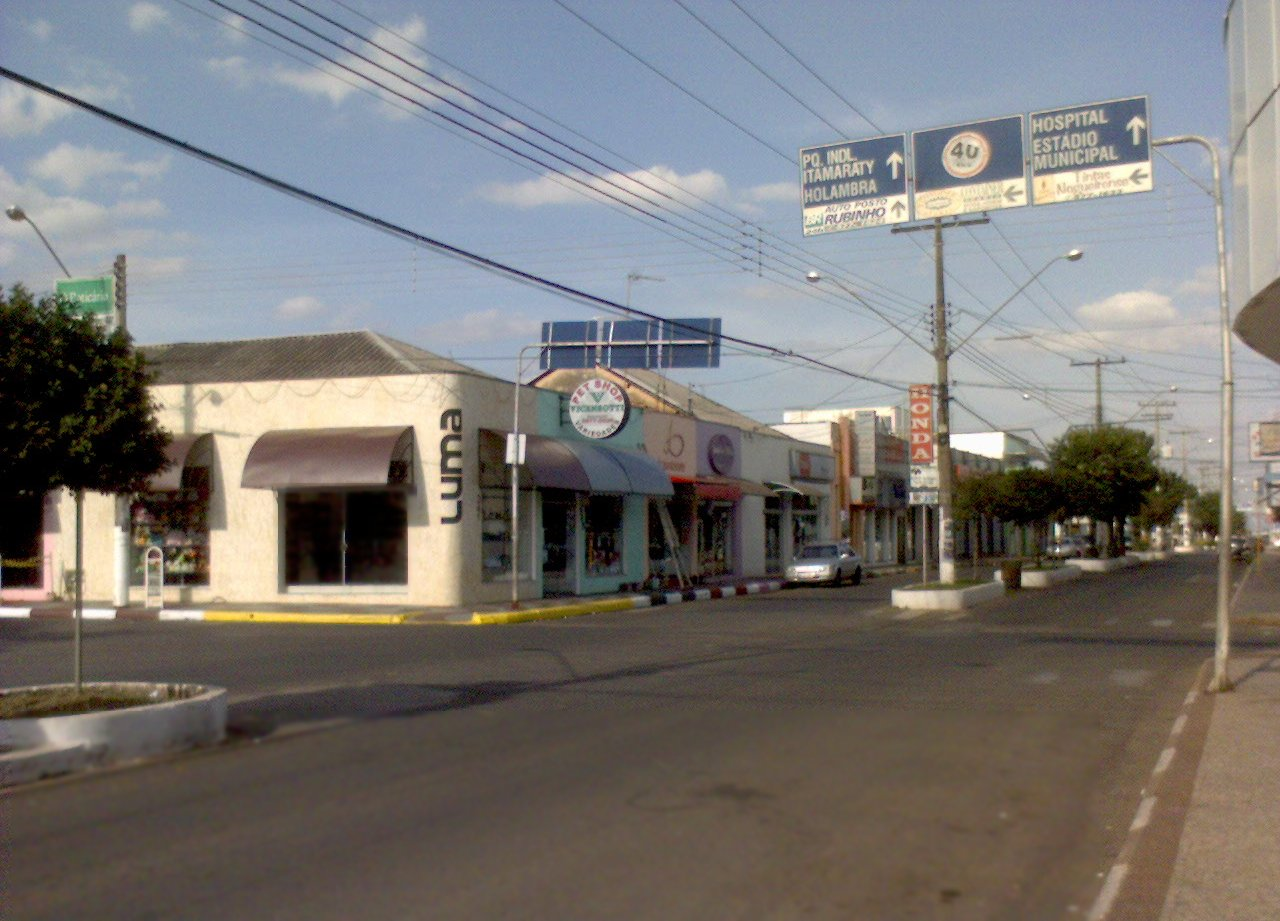
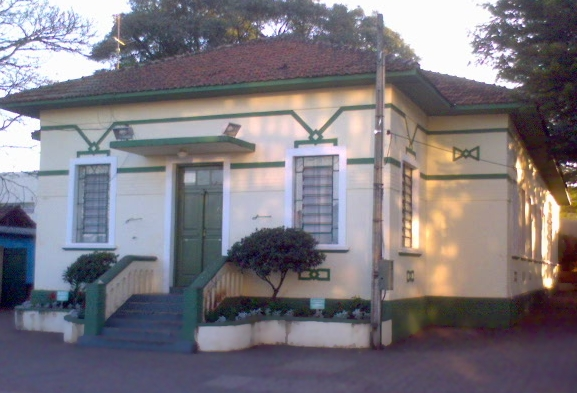
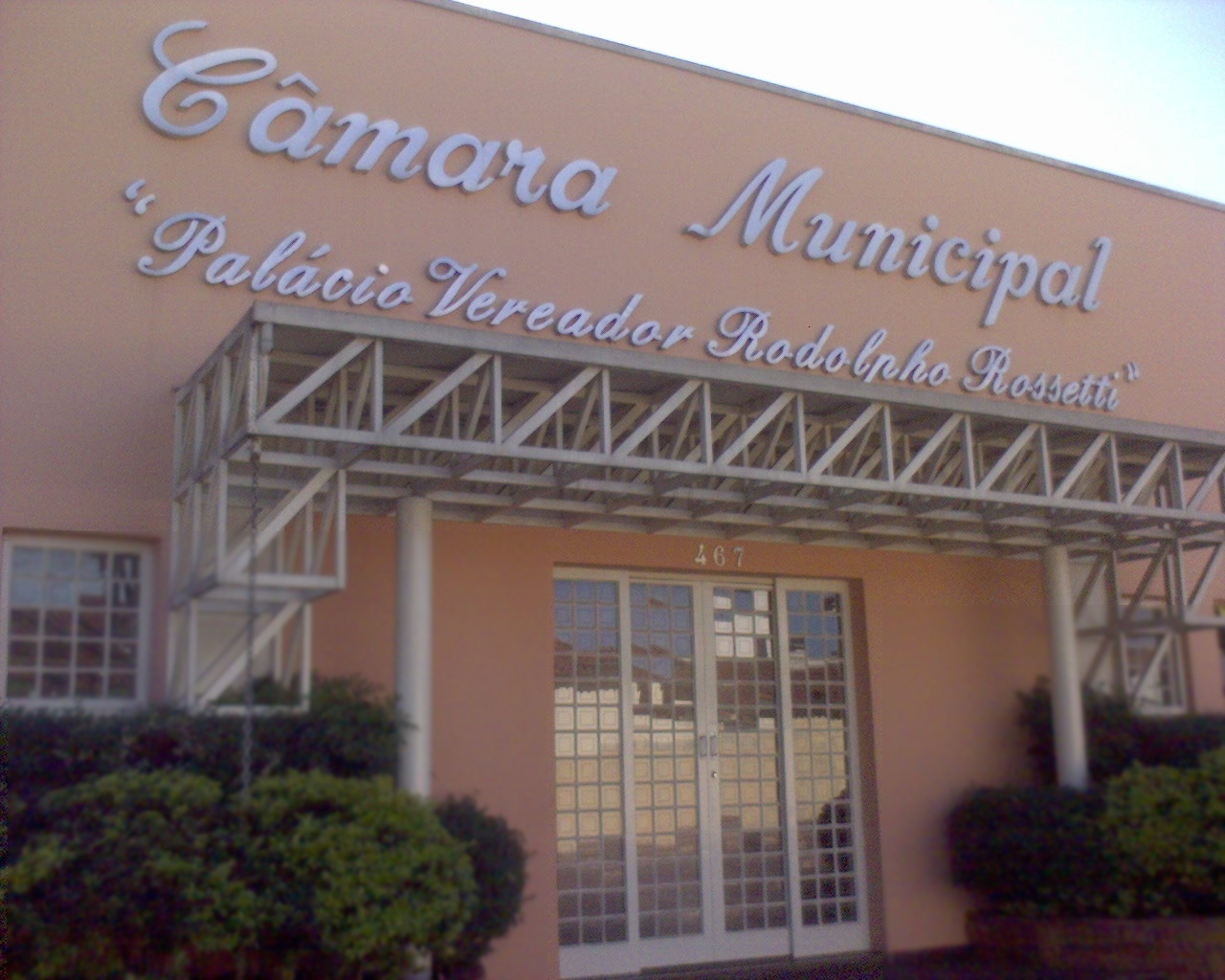

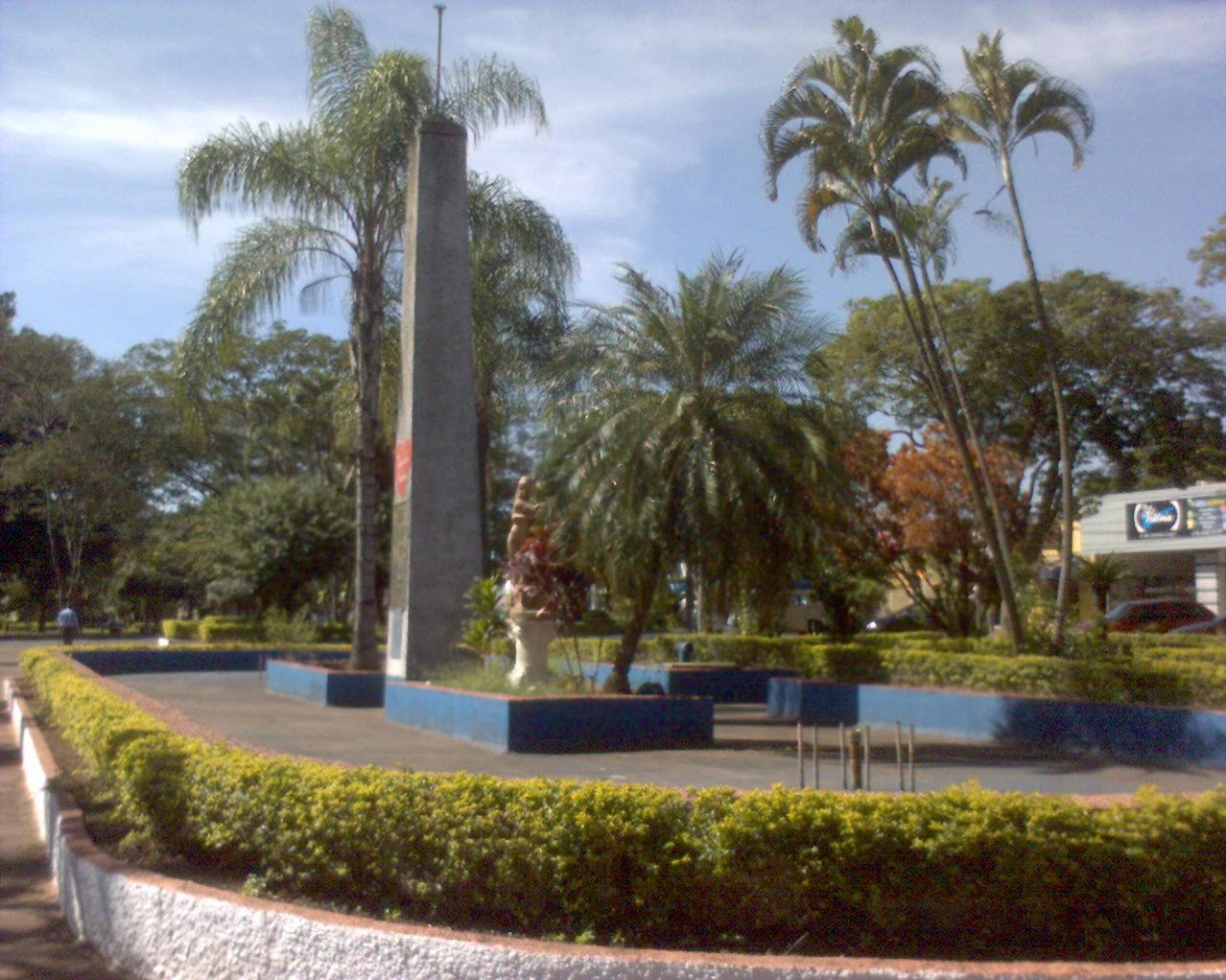
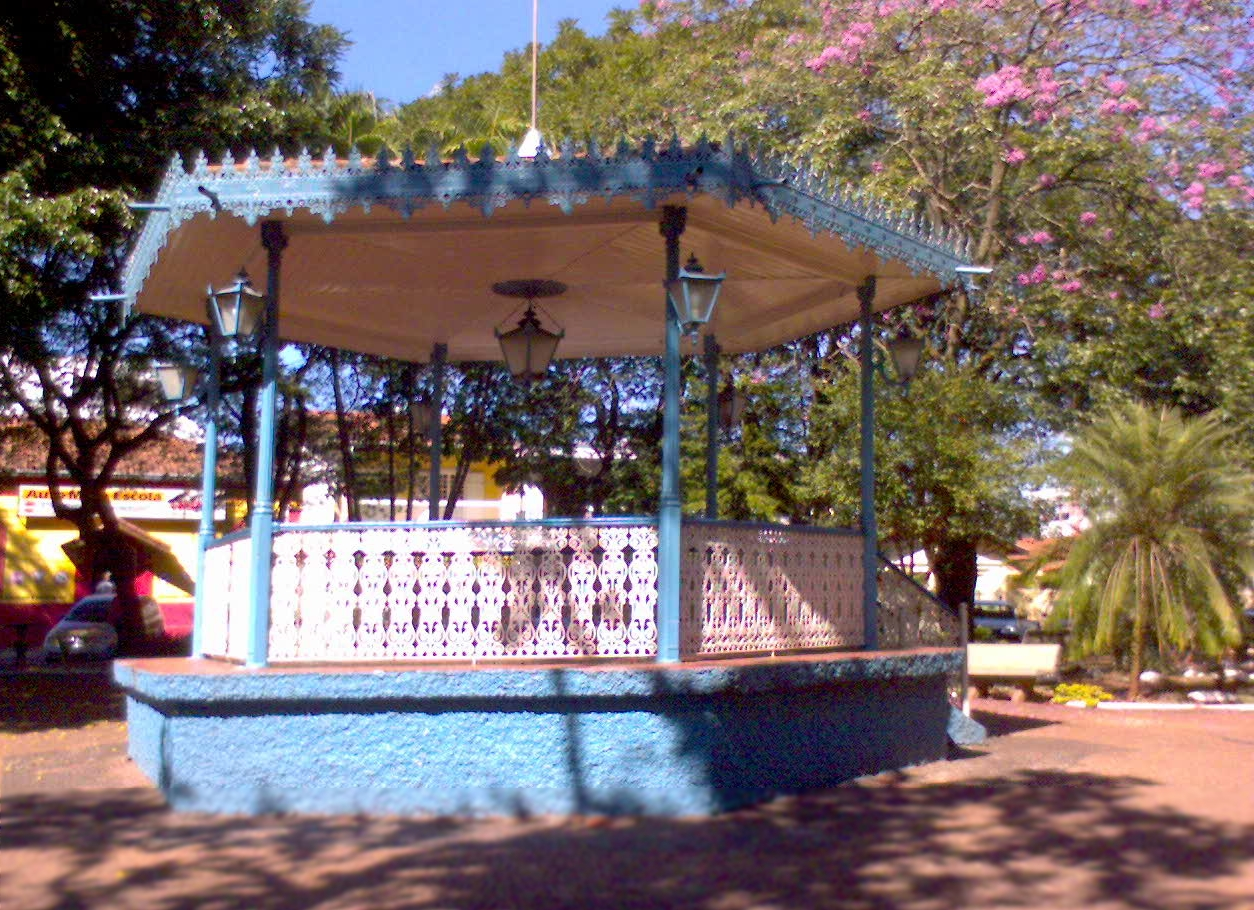
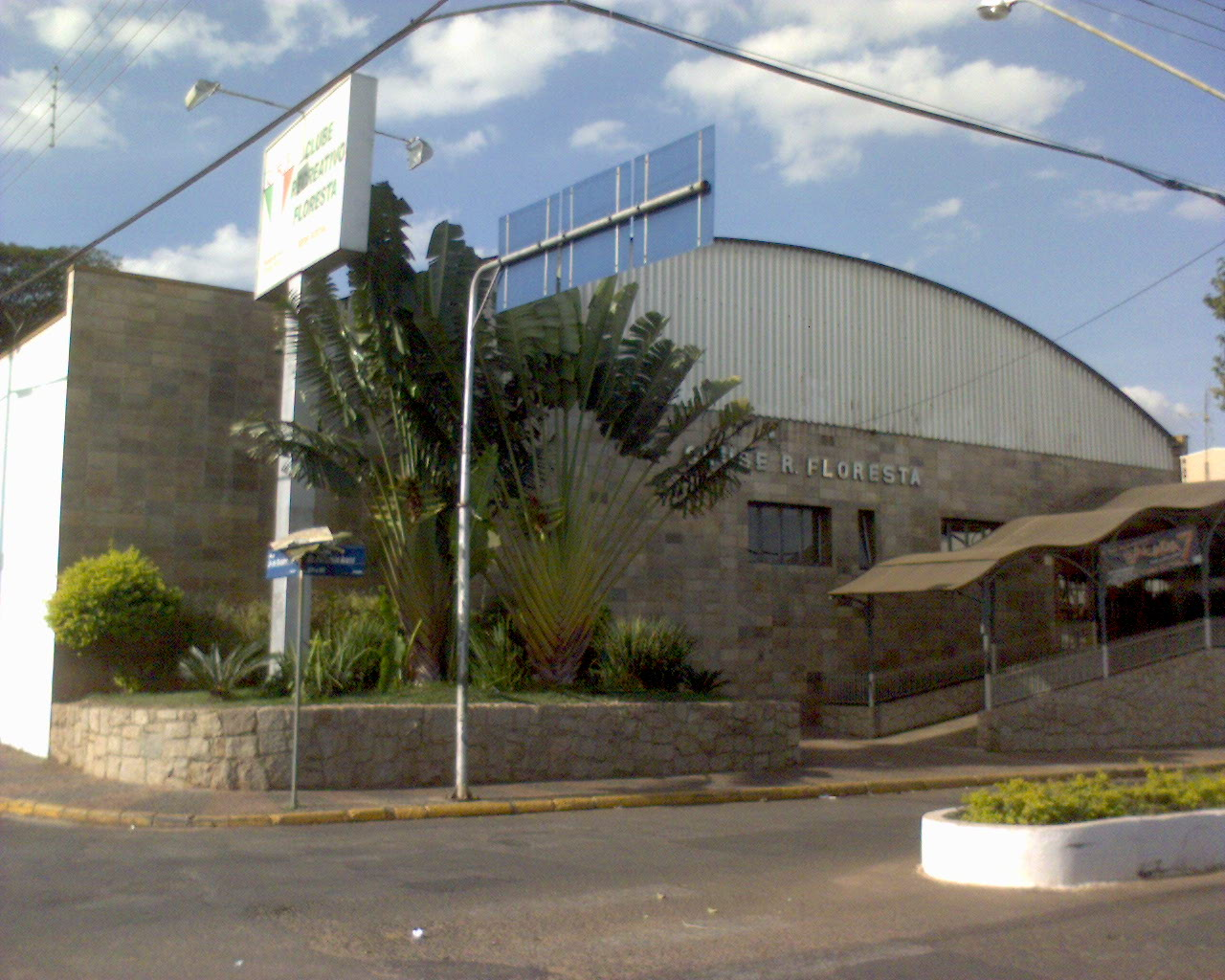
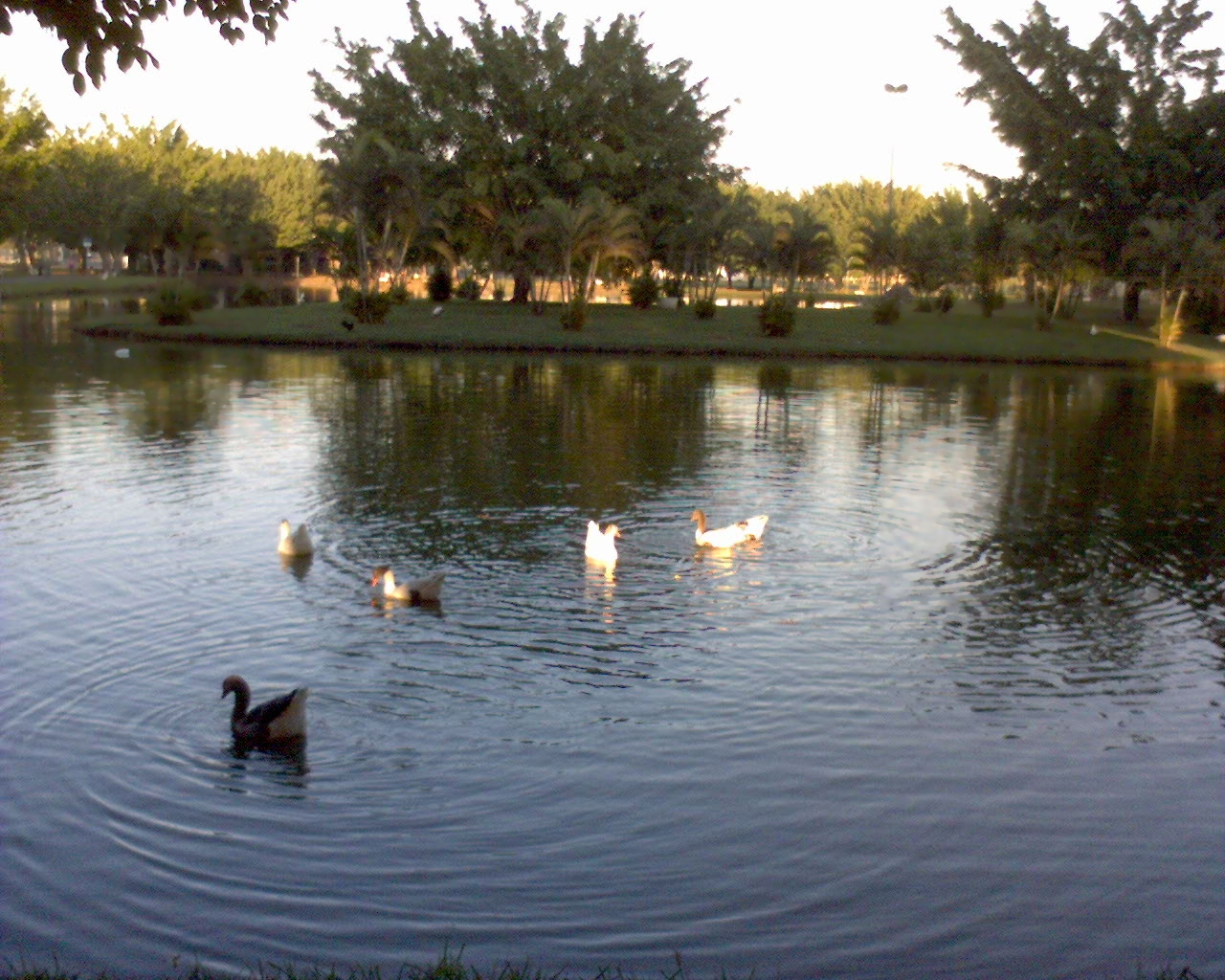